# Mos (equitació)

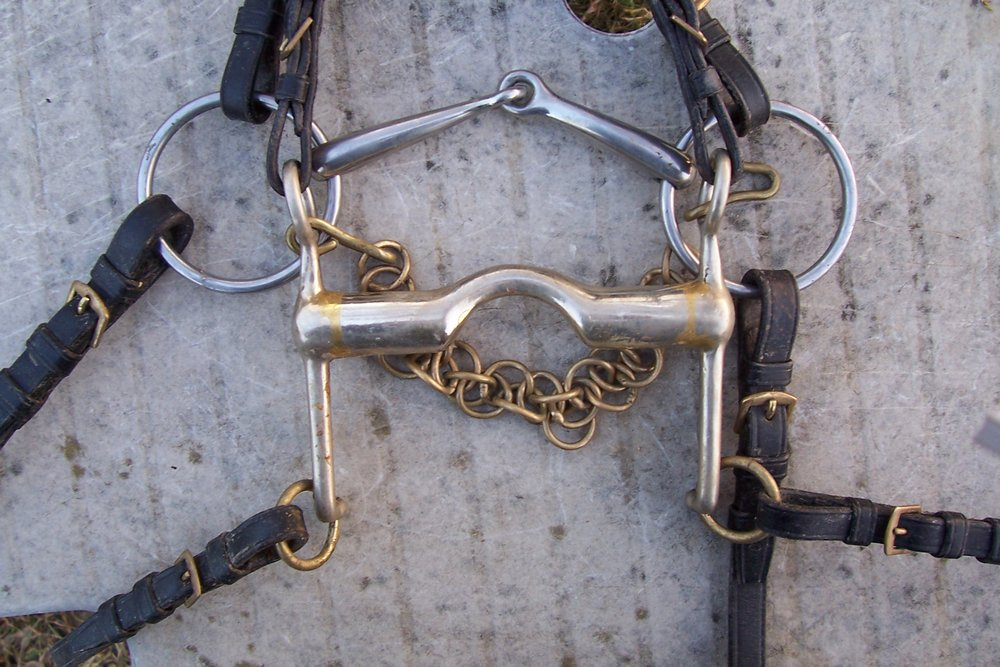
Mos

S'anomena mos a la part de la brida que s'introdueix a la boca del cavall per a dirigir-li. Està fet generalment de ferro o acer, encara que s'han arribat a fer mossos fins i tot de goma.Té tres parts: l'embocadura, la barbada i la cadeneta. Els braços del mos són dues peces de ferro de forma corbada lligades pel seu extrem més llarg a la brida per la capçalera i per l'altre extrem a les regnes.
La seva col·locació adequada s'aconsegueix gràcies a la cabeçada de la brida i la seva acció s'exerceix mitjançant l'esforç que el genet o el cotxer li comuniquen estirant les regnes.

## Història

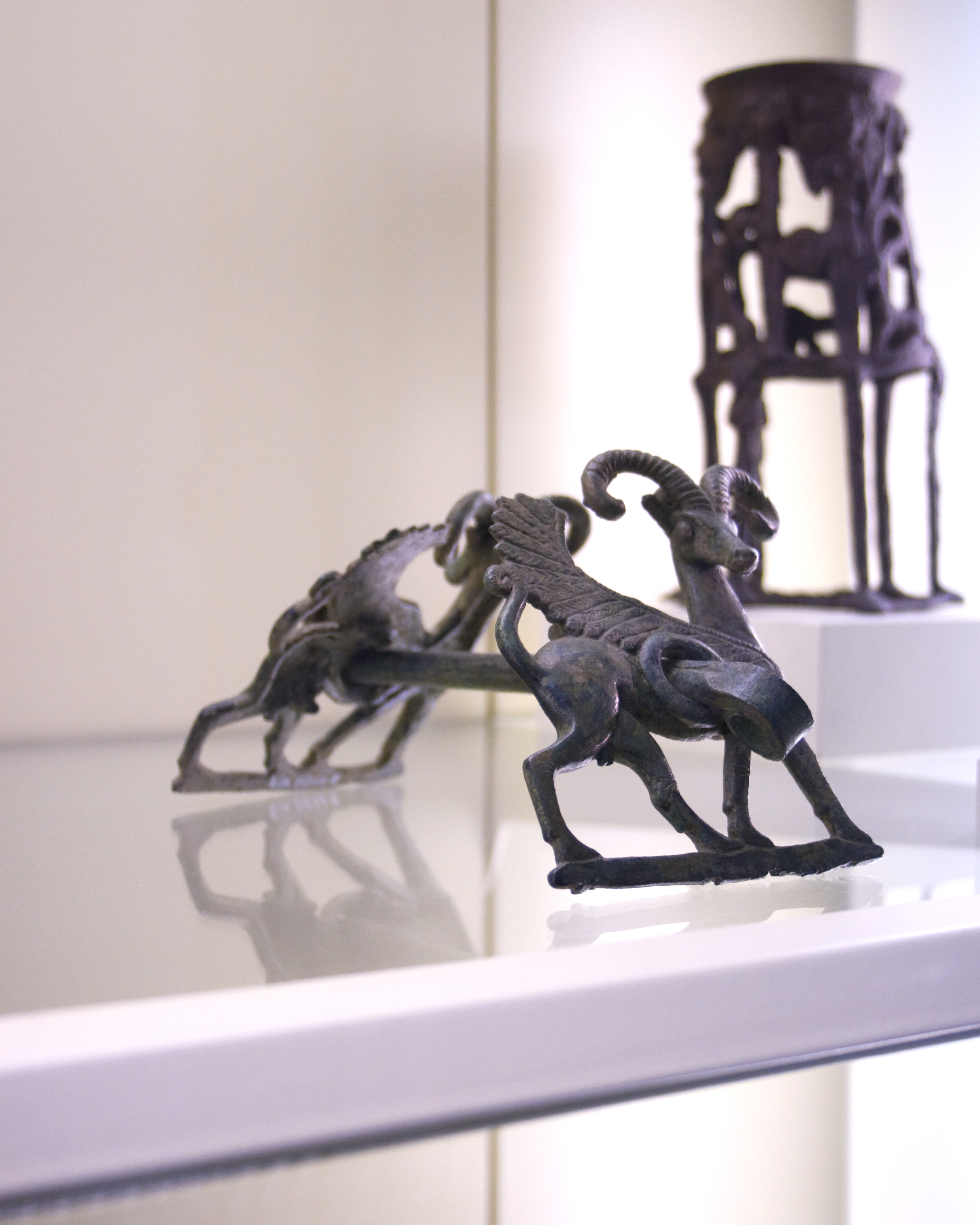
Un mos de bronze de Luristan

Els genets dels primers cavalls domesticats probablement utilitzaven algun tipus de brida "sense mos" feta de tendons, cuir o corda. Els components dels primers tipus de mos poden ser difícils de determinar, ja que els materials no haurien aguantat amb el pas del temps. Per això, ningú pot dir amb certesa quina va ser primer: la brida mos o la brida sense mos. Hi ha proves de l'ús de mos, localitzades en dos llocs de la cultura Botai a l'antic Kazakhstan, datades cap al 3500–3000 aC. Els anells del nas apareixen als èquids retratats a l'Estàndard d'Ur, cap al 2600–2400 aC. Fins ara, les primeres proves artístiques conegudes de l'ús d'alguna forma de brida sense mos es troben en il·lustracions d'un genet de Synia, datades aproximadament l'any 1400 aC.
Els primers tipus de mos eren de corda, os, banya o fusta dura. Entre el 1300 i el 1200 aC es van fer servir un tipus de mos de metall, originalment fets de bronze. En els temps moderns, el níquel va ser un material preferit fins al voltant de 1940, quan l'acer inoxidable el va substituir en gran manera. El coure, l'aurigan i el ferro dolç (acer laminat en fred) s'incorporen a alguns tipus de mos per afavorir la salivació a la boca del cavall, fet que afavoreix una boca més suau i una mandíbula més relaxada. Actualment també es poden fer d'altres materials com ara cautxú o plàstic, de vegades en combinació amb metalls.
Al llarg de la història, la necessitat de controlar els cavalls en la guerra va impulsar una àmplia innovació en el disseny del mos, produint una varietat de prototips i estils al llarg dels segles, des de l'antiga Grècia fins a l'ús actual.

## Estructura del mos
Un mos consisteix en una peça bucal o l'embocadura, la barbada, generalment dividida en dos elements, que ajuda a evitar que el mos surti de la boca del cavall. i D'altra banda, els braços del mos són dues peces de ferro encorbades amb un anella a cada extrem, lligades pel seu extrem més llarg a la brida per la capçalera. El pelham té un anell addicional al costat de la peça bucal.

## Efectes

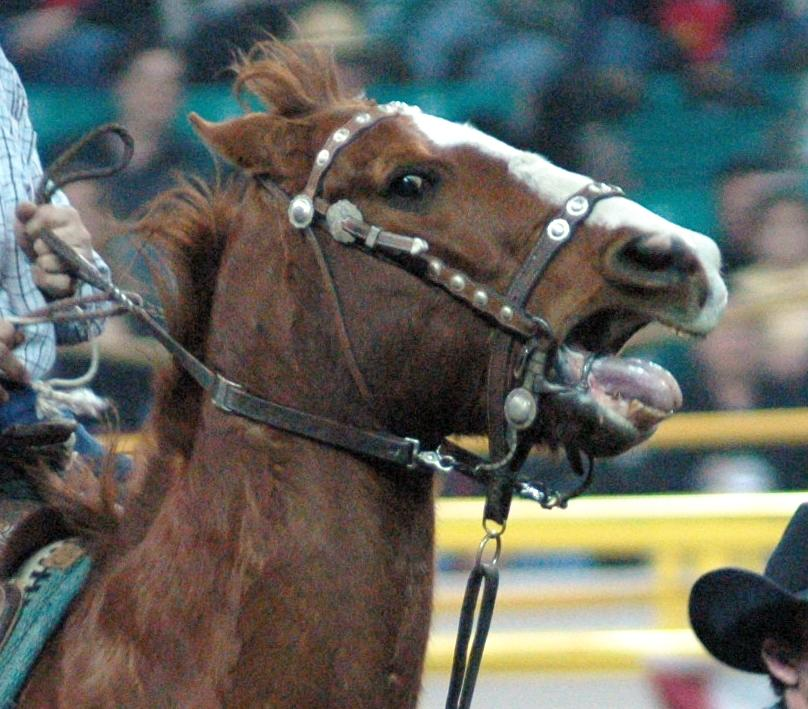
L'ús inadequat d'un mos pot causar un dolor considerable al cavall

El mos actua sobre la boca del cavall. En una zona en la que la mandíbula està desproveïda de dents i té una amplada molt petita i molt menor que la de la llengua. La peça bucal del mos s'insereix sobre la llengua i pressiona a través de la llengua sobre les barres. Totes les parts de la boca del cavall són molt sensibles. L'os de la mandíbula només està cobert per una fina capa de geniva.
L'embocadura del morro no descansa sobre les dents del cavall, sinó que es recolza sobre les genives o "barres" de la boca del cavall en un espai interdental darrere dels incisius anteriors i davant dels molars posteriors. Quan es diu que un cavall "agafa el mos a les dents", en realitat vol dir que el cavall tensa els llavis i la boca contra el mos per evitar les ordres del genet (tot i que alguns cavalls poden aprendre a posar el mos entre els molars).
Depenent de l'estil de la mos, es pot exercir pressió sobre les barres, la llengua i el paladar, així com els llavis, el solc de la barbeta i la sonda. Els tipus de mos ofereixen diferents graus de control i comunicació entre el genet i el cavall depenent del seu disseny i de l'habilitat del genet. És important que l'estil de la morda sigui adequat a les necessitats del cavall i estigui ben ajustat perquè funcioni correctament i sigui el més còmode possible per al cavall.

## Mos de pressió directa

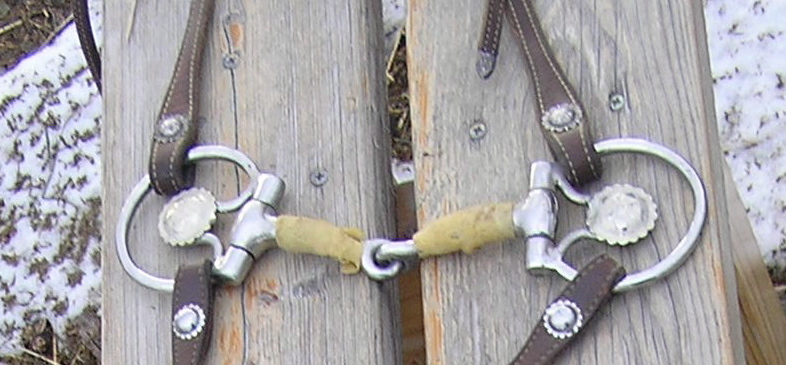
Un mos de pressió directa amb embocadura d'una sola articulació i anells de mos estilitzats.

Tots els tipus de mos funcionen o bé amb pressió directa o amb palanquejament. Els tipus de mos que actuen amb pressió directa sobre la llengua i els llavis es troben dins la categoria general de snaffle. Els tipus de mos de filets solen tenir una sola embocadura articulada i actuen amb un efecte trenca-nous sobre les barres, la llengua i, ocasionalment, el sostre de la boca. No obstant això, qualsevol mos que només funcioni amb pressió directa és un mos snaffle, independentment de l'embocadura.